# Sorceress (álbum)
Sorceress es el duodécimo álbum de la banda sueca de rock progresivo, Opeth. Lanzado el 30 de septiembre de 2016 bajo su nuevo sello Nuclear Blast Records y Moderbolaget Records.

## Lista de canciones
Todas las canciones escritas y compuestas por Opeth. 
| N.º   | Título                                                     | Duración |  |
| 1.    | «Persephone»                                               | 1:51     |  |
| 2.    | «Sorceress»                                                | 5:49     |  |
| 3.    | «The Wild Flowers»                                         | 6:49     |  |
| 4.    | «Will o the Wisp»                                          | 5:07     |  |
| 5.    | «Chrysalis»                                                | 7:16     |  |
| 6.    | «Sorceress 2»                                              | 3:49     |  |
| 7.    | «The Seventh Sojourn (arreglos de cuerda por Will Malone)» | 5:29     |  |
| 8.    | «Strange Brew»                                             | 8:44     |  |
| 9.    | «A Fleeting Glance»                                        | 5:06     |  |
| 10.   | «Era»                                                      | 5:41     |  |
| 11.   | «Persephone (Slight Return)»                               | 0:54     |  |
| 56:35 |                                                            |          |  |